# Concert by the Sea
| Recensione                          | Giudizio |
| ----------------------------------- | -------- |
| AllMusic                            | [ 1 ]    |
| The Penguin Guide to Jazz           | [ 2 ]    |
| The Rolling Stone Jazz Record Guide | [ 3 ]    |

Concert by the Sea è un album live del pianista jazz statunitense Erroll Garner, pubblicato dalla casa discografica Columbia nel 1955.

## Registrazione e musica
L'album fu registrato il 19 settembre 1955 in una sala della Sunset School (ora Sunset Arts Center) a Carmel-by-the-Sea, in California. Ad accompagnare Garner furono il bassista Eddie Calhoun e il batterista Denzil Best. Secondo la Columbia Records e la Sony Music Entertainment, l'acustica del luogo era scarsa e il pianoforte un po' stonato. Anche il bilanciamento degli strumenti di registrazione era piuttosto scadente.
Non c'era nessuna programmazione ufficiale per registrare il concerto. L'uscita del disco avvenne perché il manager di Garner, Martha Glaser, vide che nel backstage era in funzione un registratore. La registrazione infatti venne eseguita da un ingegnere dell'American Forces Network, l'appassionato di jazz Will Thornbury, unicamente per il divertimento di se stesso e dei suoi compagni di servizio. Glaser prese il nastro, lo trasformò in album e poi lo fece sentire al capo della divisione jazz della Columbia Records, George Avakian, che decise di rilasciarlo. L'LP originale fu pubblicato dalla Columbia come numero di catalogo CL 883.

## Tracce

### Lato A
1. I'll Remember April – 4:14 (musica: Gene de Paul, Patricia Johnston, Don Raye)
2. Teach Me Tonight – 3:37 (musica: Sammy Cahn, Gene de Paul)
3. Mambo Carmel – 3:43 (musica: Erroll Garner)
4. Autumn Leaves – 6:27 (musica: Joseph Kosma, Jacques Prévert, Johnny Mercer)
5. It's All Right With Me – 3:40 (musica: Cole Porter)

### Lato B
1. Red Top – 3:11 (musica: Lionel Hampton, Ben Kynard)
2. April in Paris – 4:47 (musica: Vernon Duke, Yip Harburg)
3. They Can't Take That Away from Me – 4:08 (musica: George Gershwin, Ira Gershwin)
4. How Could You do a Thing Like That to Me – 3:59 (musica: Tyree Glenn, Allan Roberts)
5. Where or When – 3:06 (musica: Richard Rodgers, Lorenz Hart)
6. Erroll's Theme – 0:46 (musica: Erroll Garner)

## Formazione
- Erroll Garner — piano.
- Eddie Calhoun — basso.
- Denzil Best — batteria.